# Мотли (тауншип, Миннесота)
Мотли (англ. Motley) — тауншип в округе Моррисон, Миннесота, США. На 2000 год его население составило 205 человек.

## География
По данным Бюро переписи населения США площадь тауншипа составляет 41,2 км², из которых 39,7 км² занимает суша, а 1,5 км² — вода (3,65 %).

## Демография
По данным переписи населения 2000 года здесь находились 205 человек, 79 домохозяйств и 59 семей. Плотность населения — 5,2 чел./км². На территории тауншипа расположено 98 построек со средней плотностью 2,5 построек на один квадратный километр. Расовый состав населения: 100,00 % белых.
Из 79 домохозяйств в 30,4 % воспитывались дети до 18 лет, в 63,3 % проживали супружеские пары, в 6,3 % проживали незамужние женщины и в 24,1 % домохозяйств проживали несемейные люди. 19,0 % домохозяйств состояли из одного человека, при том 10,1 % из — одиноких пожилых людей старше 65 лет. Средний размер домохозяйства — 2,48, а семьи — 2,75 человека.
22,4 % населения — младше 18 лет, 6,3 % — в возрасте от 18 до 24 лет, 23,9 % — от 25 до 44, 27,8 % — от 45 до 64, и 19,5 % — старше 65 лет. Средний возраст — 44 года. На каждые 100 женщин приходилось 86,4 мужчин. На каждые 100 женщин старше 18 приходилось 87,1 мужчин.
Средний годовой доход домохозяйства составлял 39 000 долларов, а средний годовой доход семьи — 38 333 доллара. Средний доход мужчин — 35 000 долларов, в то время как у женщин — 17 500. Доход на душу населения составил 15 873 доллара. За чертой бедности находились 13,0 % семей и 18,4 % всего населения тауншипа, из которых 31,6 % младше 18 и 25,0 % старше 65 лет.